# Vallées d'Yuvkha
Yuvkha Valles
Pour les articles homonymes, voir Yuvkha.
Les vallées d'Yuvkha (désignation internationale : Yuvkha Valles) sont un ensemble de vallées situé sur Vénus dans le quadrangle d'Ulfrun Regio. Il a été nommé en référence à Yuvkha, un esprit de rivière turkman.